# Waldeck (Assia)
Waldeck è una città tedesca di 6 810 abitanti situata nel Land dell'Assia.